# 鋰二氧化錳電池

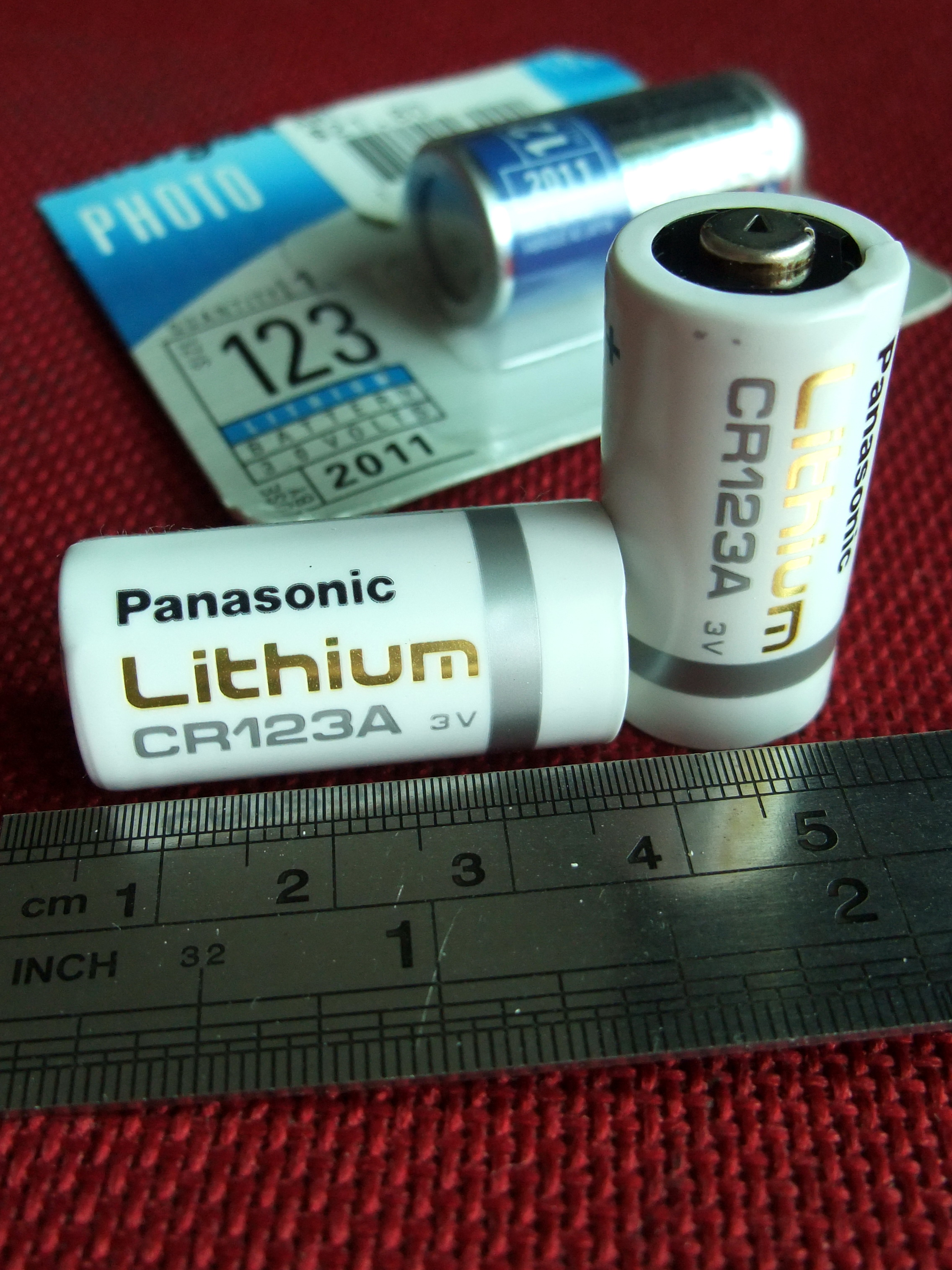
CR123A 3伏特锂二氧化锰電池

锂二氧化锰电池以锂为负极，以二氧化锰为正极。电解质为非水解有机电解液，因而在低温条件下电解液的粘性会增大，从而影响性能。作为一次性锂电池，锂二氧化锰电池具有：价格低、安全性高、轻量、高电压、高能源密度等优点。
其形狀主要有鈕扣型及圓柱型兩類；鈕扣型規格廣泛用於日常電子用品，已取代以往的鈕扣型氧化銀電池。